# David Thomas, 1:e viscount Rhondda

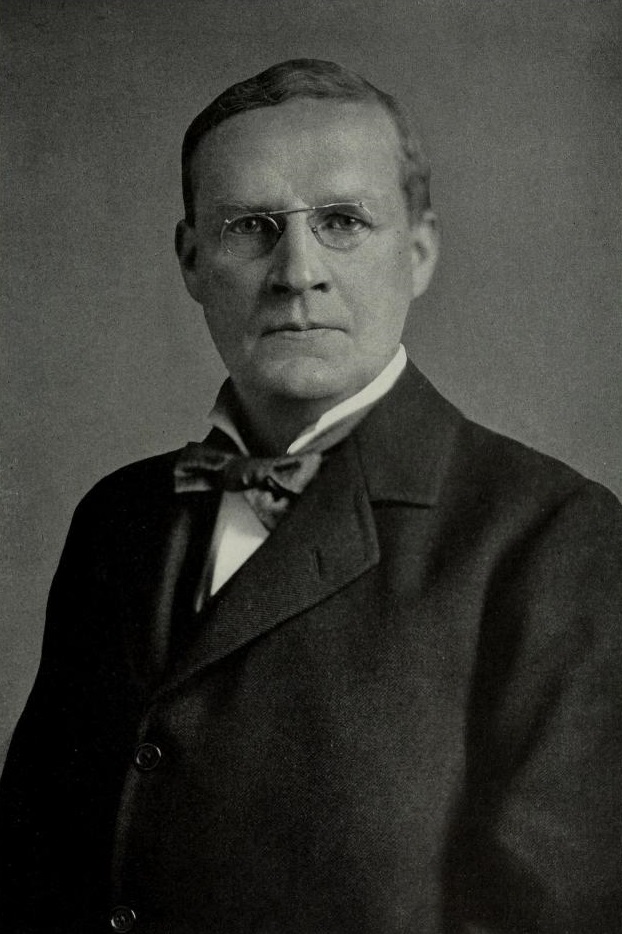
David Thomas, 1:e viscount Rhondda.

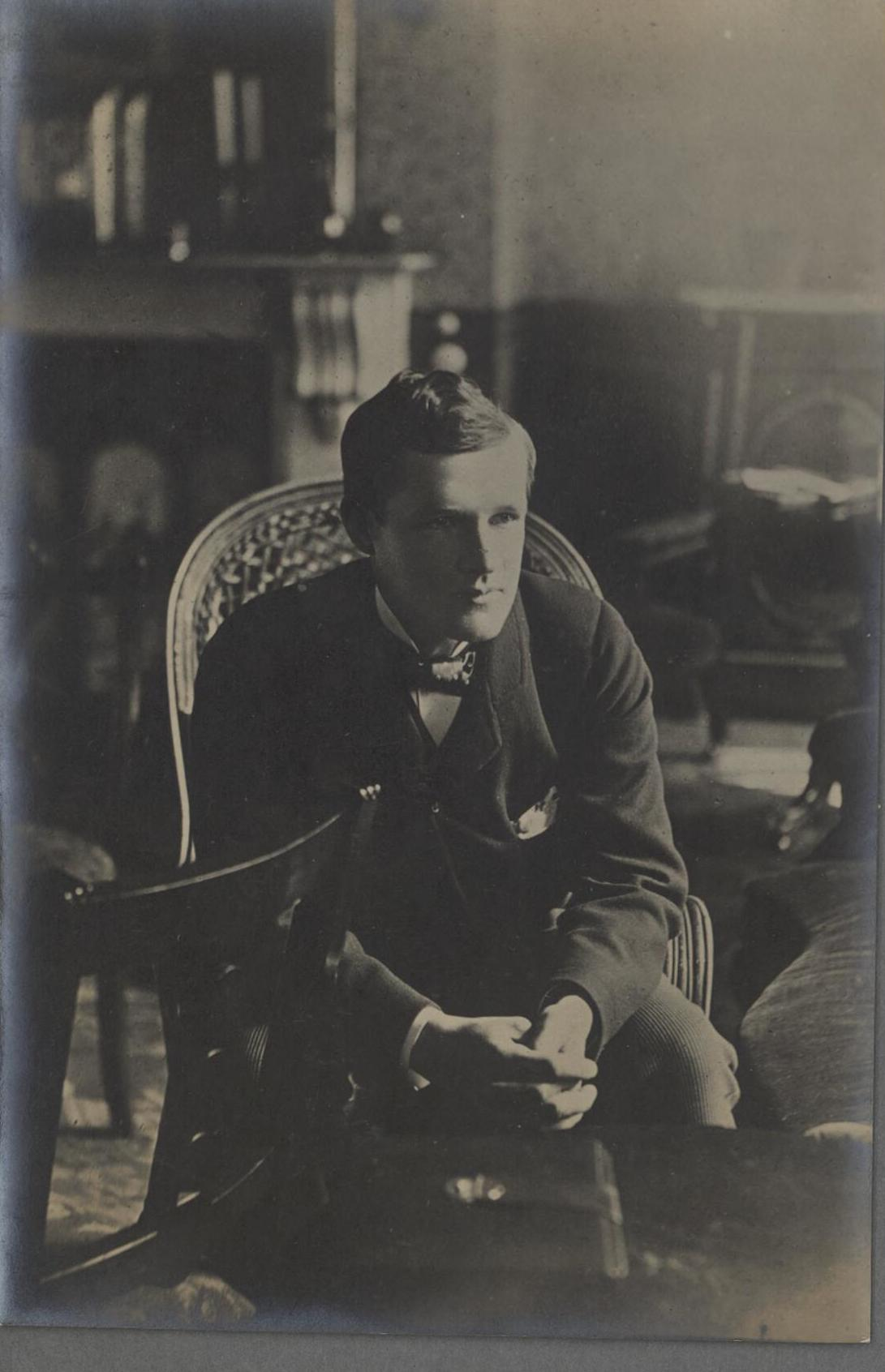
Portrait of Lord Rhondda as a youth at college (4671174)

David Alfred Thomas, 1:e viscount Rhondda, född 26 mars 1856 i Aberdare, död 3 juli 1918 i London, var en brittisk industriman och politiker.
Thomas var ledare för den stora kolfirman Thomas & Davey i Cardiff, verkställande direktör för Cambrian Combine och flera andra sydwalesiska gruvägarbolag. Thomas var 1888–1910 ledamot av underhuset, där han tillhörde det liberala partiet. Han inträdde december 1916 i Lloyd Georges ministär som president för Local Government Board och blev 1917 livsmedelsminister, på vilken post han till sin död på ett överlägset sätt ordnade den engelska livsmedelsfördelningen med tillgodogörande av den stora organisationsförmåga, vilken han förvärvat som den walesiska kolgruveindustrins ledande man.